# William Brown (banquier)
Pour les articles homonymes, voir William Brown et Brown.
William Brown (1784-1864), banquier et négociant britannique, fondateur de la société Brown, Shipley & Co, et député libéral à la Chambre des communes de 1846 à 1859, est le principal importateur de coton en Angleterre au moment de la forte croissance de l'industrie textile.

## Biographie
William Brown est le fils d'Alexander Brown, un marchand irlandais qui s'installe à Baltimore, aux États-Unis, pour importer du lin, qui est alors la spécialité de l'agriculture irlandaise, et exporter en retour, dans les mêmes navires, du tabac américain. Avec ses frères George (1787–1859), John (1788–1852), et James (1791–1877), il suit l'éducation du révérend J. Bradley à Catterick, dans le Nord du Yorkshire. Puis tous les quatre reprennent l'entreprise familiale, qui se tourne vers le coton et contrôle les trois-quarts des importations britanniques de fibre blanche américaine dès 1815.
En 1825, William Brown s'associe à un négociant en coton de Philadelphie, Joseph Shipley (1795-1867), également actif dans le négoce transatlantique, pour assurer les finances des autres négociants en matières premières via le mécanisme alors inconnu en Amérique des « Lettres de crédit ». Basée à Liverpool, la société est très active dans l'importation de coton américain pour les industriels de Liverpool, Manchester, Sheffield, Birmingham et Leeds. Il s'investit dans la réforme des docks du port en 1825, l'année où un problème sur les stocks de coton fait flamber les cours sur le marché mondial. Il investit à la même époque sur la navigation à vapeur sur le Mississippi aux États-Unis.
Malgré un volume de transactions qui atteint 10 millions de sterling par an, la firme résiste à la panique de 1837, parce qu'elle fait appel à la Banque d'Angleterre, mais doit honorer la totalité de ses engagements. La Banque d'Angleterre lui a avancé, au plus fort de la crise, un montant de deux millions de sterling, remboursable en six mois. Il profite de la remontée des cours permise l'année suivante par le Corner de 1838 sur le coton américain et reprend une partie des actifs de la Second Bank of the United States de Nicholas Biddle et son agent à Londres et Liverpool, Samuel Jaudon. En 1839, en récompense des efforts déployés par Shipley pour négocier avec la Banque d'Angleterre, son nom est inclus dans la dénomination de l'entreprise familiale des Brown.
Deux ans après la crise, William Brown devient actionnaire, aux côtés de Samuel Cunard, de la compagnie qui assure la première ligne régulière de paquebots à vapeur entre les deux rivages de l'Atlantique et permet une meilleure circulation de l'information sur l'offre et la demande de coton. Il prendra aussi un quart du capital de la Collins, la compagnie américaine concurrente, et sera ensuite président de l'Atlantic Telegraph Company. En 1844, on estime que sa société réalise à elle seule 15 à 20 % du commerce transatlantique.
Partisan actif de l'abrogation des Corn Laws, il est candidat malheureux à la députation dans le Lancashire, la région cotonnière, en 1844. Il est ensuite député libéral à la Chambre des communes de 1846 à 1859. Il est anobli en 1863, trois ans après des dons permettant la construction d'une bibliothèque gratuite et du World Museum de Liverpool, construit à son époque sous le nom de Derby Museum.